# Apollo (Nuovo Testamento)
Apollo (... – I secolo) è stato un evangelizzatore cristiano del I secolo.
Le poche notizie su di lui ci vengono dagli Atti degli Apostoli e dalle lettere di Paolo.
Un primo blocco di informazioni ci viene da Atti 18,22-28:
- Era di origine giudaica, nativo di Alessandria d'Egitto, persona colta, buon conoscitore delle Scritture.
- Prima del suo arrivo a Efeso conosceva l'annuncio di Cristo. Tuttavia non conosceva il battesimo di Cristo, ma solo quello di Giovanni.
- Ascoltandolo parlare nella sinagoga, Aquila e Priscilla lo presero con sé e gli esposero con maggior precisione la dottrina cristiana.
- Desiderando andare a predicare in Acaia, i discepoli di Efeso gli scrissero una lettera di raccomandazione. In Acaia predicò coraggiosamente il vangelo ai giudei, insegnando che Gesù è il Cristo.

Atti 19,1 ci parla effettivamente della sua permanenza a Corinto, a quel tempo capitale della provincia dell'Acaia.
La Prima lettera di Paolo ai Corinzi menziona nuovamente il nome di Apollo in riferimento a una divisione che c'era nella comunità cristiana di quella città: alcuni si dicevano "di Paolo", altri "di Apollo", altri "di Cefa", altri infine "di Cristo" (1,12). Dal seguito ("Io ho piantato, Apollo ha irrigato" 3,6.) si deduce che Apollo predicò a Corinto dopo Paolo.
Al finale della lettera (16,12.), Paolo menziona di nuovo Apollo, dicendo che da Efeso, dove si trovava, aveva pregato Apollo di recarsi a Corinto con altri fratelli, ma ne aveva ricevuto una risposta negativa. Sarebbe andato a Corinto quando gli si fosse presentata l'occasione.
Paolo menziona infine Apollo nella Lettera a Tito 3,13, chiedendo a costui di provvedere per il viaggio (missionario) di Apollo.
Alcuni studiosi pensano che Apollo possa essere l'autore della Lettera agli Ebrei.